# Luchberg
Der Luchberg ist ein 576,2 m ü. NHN hoher Basaltkegel im sächsischen Osterzgebirge unweit von Dippoldiswalde.

## Lage und Umgebung
Der Luchberg liegt etwa fünf Kilometer südöstlich von Dippoldiswalde auf der Gemarkung von Glashütte und stellt eine beachtenswerte Landmarke der Region dar. Direkt am Fuß befinden sich die kleinen zu Glashütte gehörenden Dörfer Luchau und Niederfrauendorf. Auf dem Gipfel steht ein Fernsehumsetzer, der im 21. Jahrhundert auch als Mobilfunksender dient.

## Geologie
Entstanden ist der Luchberg vor etwa 30 Millionen Jahren zur Zeit der großen Epoche des Tertiärvulkanismus, als das tiefe Innere von Europa höchst beweglich wurde. Gewaltige erdinnere Kräfte hoben das Erzgebirge empor und an vielen Stellen quoll Lava an die Erdoberfläche. Viele Basaltberge im Osterzgebirge wie der Geisingberg oder der Wilisch zeugen ebenso wie der Luchberg von dieser vulkanisch sehr aktiven Zeit des Tertiärvulkanismus. Der Luchberg ist geologisch betrachtet eine Quellkuppe.
Wegen seiner besonderen Geomorphologie und der floristischen Besonderheiten steht der Berg unter Naturschutz.

## Floristische Besonderheiten
Aufgrund seines basischen Basaltgesteins ist der Berg die Heimat vieler seltener, vom Aussterben bedrohter Pflanzenarten. Typisch sind unter anderem Stattliches Knabenkraut, Türkenbund-Lilie, Seidelbast, Gelbes Windröschen, Hohe Schlüsselblume, Großes Zweiblatt und verschiedene Arten von Veilchen.
Bis ins Jahr 2002 betrieb die Grüne Liga Osterzgebirge sachgerechte Biotopflege zum Erhalt der seltenen Pflanzenarten. Seit diesem Zeitpunkt befindet sich der Berg in Privatbesitz, woraufhin die Pflege der wertvollen Randbereiche des Luchbergs stetig abnahm.

## Aussicht
Der Gipfel ist dicht bewaldet und bietet keine Aussicht. Der Fuß des Berges ermöglicht jedoch einen weiten Blick über große Teile des Osterzgebirges bis in die Sächsisch-Böhmische Schweiz und zum Lausitzer Gebirge.
Im Süden schweift der Blick zur Kammlinie des Erzgebirges mit Geisingberg und Špičák (Sattelberg). Weiter östlich zeigt sich der Děčínský Sněžník (Hoher Schneeberg). Direkt im Osten sind die Berge der Sächsischen Schweiz zu sehen, den Horizont begrenzen dort Ungerberg, Tanečnice (Tanzplan), Vlčí hora (Wolfsberg) und Studenec (Kaltenberg). Nach Norden versperrt der nahe Höhenzug mit Wilisch und Quohrener Kipse den Blick in die Ferne.

## Luchbergturm
Am 5. Mai 1881 beschloss der Erzgebirgszweigverein Dippoldiswalde-Frauenstein, auf dem Gipfel des Luchberges einen Aussichtsturm zu erbauen, und bereits am 26. Juni konnte die Einweihung desselben vorgenommen werden, nachdem der Gutsbesitzer Scheffler in Luchau, der Eigentümer des Berges, die Erlaubnis zum Bau gegeben hatte. Der Turm bot circa 16 Personen Platz, zur Aussichtsplattform führten 55 Stufen in vier Treppenarmen. Der Erbauer des Turms war der Baumeister Otto Schmidt in Dippoldiswalde.

## Wege zum Gipfel
Den Zugang zum Gipfel ermöglicht ein unmarkierter, aber ausgeschilderter Weg von Luchau aus. Unterhalb des bewaldeten Gipfelaufbaus führt ein aussichtsreicher Rundwanderweg um den Berg herum.